# Dubai Duty Free Tennis Championships 2022
Die Dubai Duty Free Tennis Championships 2022 waren ein Tennisturnier der WTA Tour 2022 für Damen und ein Tennisturnier der ATP Tour 2022 für Herren in Dubai. Das Damenturnier der WTA fand vom 14. bis 19. Februar 2022, das Herrenturnier der ATP vom 21. bis 26. Februar statt.

## Herrenturnier
→ Qualifikation: Dubai Duty Free Tennis Championships 2022/Herren/Qualifikation

## Damenturnier
→ Qualifikation: Dubai Duty Free Tennis Championships 2022/Damen/Qualifikation